# Pohár federace 1971
Pohár federace 1971 byl 9. ročník týmové tenisové soutěže žen v Poháru federace, od roku 1995 konané pod názvem Fed Cup. Soutěž se odehrála mezi 26. až 29. prosincem 1971 na otevřených travnatých dvorcích areálu Royal King's Park Tennis Club. Turnaj proběhl podruhé na australské půdě, když jej hostilo západoaustralské město Perth.
Soutěže se zúčastnilo čtrnáct zemí. Páté vítězství si připsalo družstvo Austrálie, které obhájilo titul a v celém turnaji neztratilo žádné utkání. Ve finále zdolalo hráčky Velké Británie. Výhru Australankám zajistily dvěma body z dvouher Evonne Goolagongová a Margaret Courtová, když přehrály Britky Virginia Wadeovou a Ann Jonesovou. Třetí bod pak pro Austrálii ve čtyřhře získaly Courtová s Lesley Huntovou, když zvítězily nad dvojici Winnie Shawová a Virginia Wadeová.
Turnaj zahrnoval hlavní soutěž hranou vyřazovacím systémem, z níž vzešel celkový vítěz Poháru federace. Proběhl také tzv. turnaj útěchy, do nějž nastoupily týmy vyřazené v prvním kole hlavní soutěže.

## Hlavní turnaj

### Účastníci
| Účastníci      | Účastníci   | Účastníci    | Účastníci | Účastníci | Účastníci |
| Argentina      | Austrálie   | Kanada       | Francie   |           |           |
| Velká Británie | Indonésie   | Itálie       | Japonsko  |           |           |
| Nizozemsko     | Nový Zéland | Jižní Afrika | Rhodesie  |           |           |
| Spojené státy  | Jugoslávie  |              |           |           |           |
| -------------- | ----------- | ------------ | --------- | --------- | --------- |

### Pavouk
|  | První kolo 26. prosince | První kolo 26. prosince | První kolo 26. prosince |                |               | Čtvrtfinále 27. prosince | Čtvrtfinále 27. prosince | Čtvrtfinále 27. prosince |   |  | Semifinále 28. prosince | Semifinále 28. prosince | Semifinále 28. prosince |   |  | Finále 29. prosince | Finále 29. prosince | Finále 29. prosince |
|  |                         |                         |                         |                |               |                          |                          |                          |   |  |                         |                         |                         |   |  |                     |                     |                     |
|  |                         |                         |                         |                |               |                          |                          |                          |   |  |                         |                         |                         |   |  |                     |                     |                     |
|  |                         |                         | Austrálie               |                |               |                          |                          |                          |   |  |                         |                         |                         |   |  |                     |                     |                     |
|  |                         |                         |                         |                |               |                          |                          |                          |   |  |                         |                         |                         |   |  |                     |                     |                     |
|  |                         |                         |                         | Jugoslávie     | w/o           |                          |                          |                          |   |  |                         |                         |                         |   |  |                     |                     |                     |
|  |                         | Rhodesie                | w/o                     | Jugoslávie     | w/o           |                          |                          |                          |   |  |                         |                         |                         |   |  |                     |                     |                     |
|  |                         | Rhodesie                | w/o                     |                |               |                          |                          |                          |   |  |                         |                         |                         |   |  |                     |                     |                     |
|  |                         | Jugoslávie              |                         |                |               |                          |                          |                          |   |  |                         |                         |                         |   |  |                     |                     |                     |
|  |                         |                         |                         |                |               |                          |                          | Austrálie                | 3 |  |                         |                         |                         |   |  |                     |                     |                     |
|  |                         |                         |                         |                |               |                          |                          |                          | 3 |  |                         |                         |                         |   |  |                     |                     |                     |
|  |                         |                         | Francie                 | 0              |               |                          |                          |                          |   |  |                         |                         |                         |   |  |                     |                     |                     |
|  |                         | Nizozemsko              | Francie                 | 0              | 3             |                          |                          |                          |   |  |                         |                         |                         |   |  |                     |                     |                     |
|  |                         | Nizozemsko              |                         |                | 3             |                          |                          |                          |   |  |                         |                         |                         |   |  |                     |                     |                     |
|  |                         | Kanada                  | 0                       |                |               |                          |                          |                          |   |  |                         |                         |                         |   |  |                     |                     |                     |
|  |                         | Kanada                  | 0                       |                | Nizozemsko    | 1                        |                          |                          |   |  |                         |                         |                         |   |  |                     |                     |                     |
|  |                         |                         |                         |                | Nizozemsko    | 1                        |                          |                          |   |  |                         |                         |                         |   |  |                     |                     |                     |
|  |                         |                         |                         | Francie        | 2             |                          |                          |                          |   |  |                         |                         |                         |   |  |                     |                     |                     |
|  |                         | Japonsko                | 1                       | Francie        | 2             |                          |                          |                          |   |  |                         |                         |                         |   |  |                     |                     |                     |
|  |                         | Japonsko                | 1                       |                |               |                          |                          |                          |   |  |                         |                         |                         |   |  |                     |                     |                     |
|  |                         | Francie                 | 2                       |                |               |                          |                          |                          |   |  |                         |                         |                         |   |  |                     |                     |                     |
|  |                         |                         |                         |                |               |                          |                          |                          |   |  |                         |                         | Austrálie               | 3 |  |                     |                     |                     |
|  |                         |                         |                         |                |               |                          |                          |                          |   |  |                         |                         |                         |   |  |                     |                     |                     |
|  |                         |                         | Velká Británie          | 0              |               |                          |                          |                          |   |  |                         |                         |                         |   |  |                     |                     |                     |
|  |                         | Spojené státy           | Velká Británie          | 0              | 3             |                          |                          |                          |   |  |                         |                         |                         |   |  |                     |                     |                     |
|  |                         | Spojené státy           |                         |                | 3             |                          |                          |                          |   |  |                         |                         |                         |   |  |                     |                     |                     |
|  |                         | Itálie                  | 0                       |                |               |                          |                          |                          |   |  |                         |                         |                         |   |  |                     |                     |                     |
|  |                         | Itálie                  | 0                       |                | Spojené státy | 2                        |                          |                          |   |  |                         |                         |                         |   |  |                     |                     |                     |
|  |                         |                         |                         |                | Spojené státy | 2                        |                          |                          |   |  |                         |                         |                         |   |  |                     |                     |                     |
|  |                         |                         |                         | Jižní Afrika   | 1             |                          |                          |                          |   |  |                         |                         |                         |   |  |                     |                     |                     |
|  |                         | Indonésie               | 0                       | Jižní Afrika   | 1             |                          |                          |                          |   |  |                         |                         |                         |   |  |                     |                     |                     |
|  |                         | Indonésie               | 0                       |                |               |                          |                          |                          |   |  |                         |                         |                         |   |  |                     |                     |                     |
|  |                         | Jižní Afrika            | 3                       |                |               |                          |                          |                          |   |  |                         |                         |                         |   |  |                     |                     |                     |
|  |                         |                         |                         |                |               |                          |                          | Spojené státy            | 0 |  |                         |                         |                         |   |  |                     |                     |                     |
|  |                         |                         |                         |                |               |                          |                          |                          | 0 |  |                         |                         |                         |   |  |                     |                     |                     |
|  |                         |                         | Velká Británie          | 3              |               |                          |                          |                          |   |  |                         |                         |                         |   |  |                     |                     |                     |
|  |                         | Nový Zéland             | Velká Británie          | 3              | 3             |                          |                          |                          |   |  |                         |                         |                         |   |  |                     |                     |                     |
|  |                         | Nový Zéland             |                         |                | 3             |                          |                          |                          |   |  |                         |                         |                         |   |  |                     |                     |                     |
|  |                         | Argentina               | 0                       |                |               |                          |                          |                          |   |  |                         |                         |                         |   |  |                     |                     |                     |
|  |                         | Argentina               | 0                       |                | Nový Zéland   | 0                        |                          |                          |   |  |                         |                         |                         |   |  |                     |                     |                     |
|  |                         |                         |                         |                | Nový Zéland   | 0                        |                          |                          |   |  |                         |                         |                         |   |  |                     |                     |                     |
|  |                         |                         |                         | Velká Británie | 3             |                          |                          |                          |   |  |                         |                         |                         |   |  |                     |                     |                     |
|  |                         |                         |                         | Velká Británie | 3             |                          |                          |                          |   |  |                         |                         |                         |   |  |                     |                     |                     |
|  |                         |                         |                         |                |               |                          |                          |                          |   |  |                         |                         |                         |   |  |                     |                     |                     |

### První kolo

#### Nizozemsko vs. Kanada
| | Nizozemsko | 3 :                                                                   | 0   | Kanada |    |  |
| --- | ---------- | --------------------------------------------------------------------- | --- | ------ | -- |  |
| Royal King's Park Tennis Club, Perth, Austrálie 26. prosince 1970 tráva (venku) |            |                                                                       |     |        |    |  |
| \| \| \| \| 1. \| 2. \| 3. \| \| \| -- \| \| --------------------------------------------------------------------- \| --- \| --- \| -- \| \| \| 1. \| \| Gertruida Walhofová Jane O'Harová \| 6 2 \| 6 4 \| \| \| \| 2. \| \| Betty Stoveová Andrée Martinová \| 6 1 \| 6 2 \| \| \| \| 3. \| \| Betty Stoveová / Gertruida Walhofová Susan Buttová / Andrée Martinová \| 6 2 \| 6 2 \| \| \| \| \| \| \| \| \| \| \| \| \| \| \| \| \| \| \| \| \| \| \| \| \| \| \| \| \| \| \| \| \| \| \| \| \| \| \| \| \| \| \| |            |                                                                       |     |        |    |  |
| |            |                                                                       | 1.  | 2.     | 3. |  |
| 1. |            | Gertruida Walhofová Jane O'Harová                                     | 6 2 | 6 4    |    |  |
| 2. |            | Betty Stoveová Andrée Martinová                                       | 6 1 | 6 2    |    |  |
| 3. |            | Betty Stoveová / Gertruida Walhofová Susan Buttová / Andrée Martinová | 6 2 | 6 2    |    |  |
| |            |                                                                       |     |        |    |  |
| |            |                                                                       |     |        |    |  |
| |            |                                                                       |     |        |    |  |
| |            |                                                                       |     |        |    |  |
| |            |                                                                       |     |        |    |  |

#### Japonsko vs. Francie
| | Japonsko | 1 :                                                                          | 2   | Francie |     |  |
| --- | -------- | ---------------------------------------------------------------------------- | --- | ------- | --- |  |
| Royal King's Park Tennis Club, Perth, Austrálie 26. prosince 1970 tráva (venku) |          |                                                                              |     |         |     |  |
| \| \| \| \| 1. \| 2. \| 3. \| \| \| -- \| \| ---------------------------------------------------------------------------- \| --- \| --- \| --- \| \| \| 1. \| \| Kimijo Jagaharová Françoise Durrová \| 2 6 \| 2 6 \| \| \| \| 2. \| \| Kazuko Sawamacuová Gail Benedettiová \| 8 6 \| 4 6 \| 6 2 \| \| \| 3. \| \| Junko Sawamacuová / Kazuko Sawamacuová Gail Benedettiová / Françoise Durrová \| 3 6 \| 1 6 \| \| \| \| \| \| \| \| \| \| \| \| \| \| \| \| \| \| \| \| \| \| \| \| \| \| \| \| \| \| \| \| \| \| \| \| \| \| \| \| \| \| \| |          |                                                                              |     |         |     |  |
| |          |                                                                              | 1.  | 2.      | 3.  |  |
| 1. |          | Kimijo Jagaharová Françoise Durrová                                          | 2 6 | 2 6     |     |  |
| 2. |          | Kazuko Sawamacuová Gail Benedettiová                                         | 8 6 | 4 6     | 6 2 |  |
| 3. |          | Junko Sawamacuová / Kazuko Sawamacuová Gail Benedettiová / Françoise Durrová | 3 6 | 1 6     |     |  |
| |          |                                                                              |     |         |     |  |
| |          |                                                                              |     |         |     |  |
| |          |                                                                              |     |         |     |  |
| |          |                                                                              |     |         |     |  |
| |          |                                                                              |     |         |     |  |

#### Spojené státy americké vs. Itálie
| | Spojené státy americké | 3 :                                                                                      | 0   | Itálie |     |  |
| --- | ---------------------- | ---------------------------------------------------------------------------------------- | --- | ------ | --- |  |
| Royal King's Park Tennis Club, Perth, Austrálie 26. prosince 1970 tráva (venku) |                        |                                                                                          |     |        |     |  |
| \| \| \| \| 1. \| 2. \| 3. \| \| \| -- \| \| ---------------------------------------------------------------------------------------- \| --- \| --- \| --- \| \| \| 1. \| \| Sharon Walshová Daniela Marzanová \| 3 6 \| 6 2 \| 6 2 \| \| \| 2. \| \| Patti Hoganová Fordyceová Maria-Teresa Nasuelliová \| 6 2 \| 6 0 \| \| \| \| 3. \| \| Patti Hoganová Fordyceová / Sharon Walshová Maria-Teresa Nasuelliová / Daniela Marzanová \| 6 2 \| 6 3 \| \| \| \| \| \| \| \| \| \| \| \| \| \| \| \| \| \| \| \| \| \| \| \| \| \| \| \| \| \| \| \| \| \| \| \| \| \| \| \| \| \| \| |                        |                                                                                          |     |        |     |  |
| |                        |                                                                                          | 1.  | 2.     | 3.  |  |
| 1. |                        | Sharon Walshová Daniela Marzanová                                                        | 3 6 | 6 2    | 6 2 |  |
| 2. |                        | Patti Hoganová Fordyceová Maria-Teresa Nasuelliová                                       | 6 2 | 6 0    |     |  |
| 3. |                        | Patti Hoganová Fordyceová / Sharon Walshová Maria-Teresa Nasuelliová / Daniela Marzanová | 6 2 | 6 3    |     |  |
| |                        |                                                                                          |     |        |     |  |
| |                        |                                                                                          |     |        |     |  |
| |                        |                                                                                          |     |        |     |  |
| |                        |                                                                                          |     |        |     |  |
| |                        |                                                                                          |     |        |     |  |

#### Indonésie vs. Jihoafrická republika
| | Indonésie | 1 :                                                                 | 2   | Jihoafrická republika |     |  |
| --- | --------- | ------------------------------------------------------------------- | --- | --------------------- | --- |  |
| Royal King's Park Tennis Club, Perth, Austrálie 26. prosince 1970 tráva (venku) |           |                                                                     |     |                       |     |  |
| \| \| \| \| 1. \| 2. \| 3. \| \| \| -- \| \| ------------------------------------------------------------------- \| --- \| --- \| --- \| \| \| 1. \| \| Lany Kaligisová Laura Rossouwová \| 2 6 \| 5 7 \| \| \| \| 2. \| \| Lita Sugiartová Brenda Kirková \| 6 8 \| 6 2 \| 4 6 \| \| \| 3. \| \| Lany Kaligisová / Lita Sugiartová Brenda Kirková / Laura Rossouwová \| 2 6 \| 3 6 \| \| \| \| \| \| \| \| \| \| \| \| \| \| \| \| \| \| \| \| \| \| \| \| \| \| \| \| \| \| \| \| \| \| \| \| \| \| \| \| \| \| \| |           |                                                                     |     |                       |     |  |
| |           |                                                                     | 1.  | 2.                    | 3.  |  |
| 1. |           | Lany Kaligisová Laura Rossouwová                                    | 2 6 | 5 7                   |     |  |
| 2. |           | Lita Sugiartová Brenda Kirková                                      | 6 8 | 6 2                   | 4 6 |  |
| 3. |           | Lany Kaligisová / Lita Sugiartová Brenda Kirková / Laura Rossouwová | 2 6 | 3 6                   |     |  |
| |           |                                                                     |     |                       |     |  |
| |           |                                                                     |     |                       |     |  |
| |           |                                                                     |     |                       |     |  |
| |           |                                                                     |     |                       |     |  |
| |           |                                                                     |     |                       |     |  |

#### Nový Zéland vs. Argentina
| | Nový Zéland | 3 :                                                                 | 0   | Argentina |     |  |
| --- | ----------- | ------------------------------------------------------------------- | --- | --------- | --- |  |
| Royal King's Park Tennis Club, Perth, Austrálie 26. prosince 1970 tráva (venku) |             |                                                                     |     |           |     |  |
| \| \| \| \| 1. \| 2. \| 3. \| \| \| -- \| \| ------------------------------------------------------------------- \| --- \| ---- \| --- \| \| \| 1. \| \| Robyn Huntová Inés Rogetová \| 9 7 \| 11 9 \| \| \| \| 2. \| \| Marilyn Prydeová Raquel Giscafreová \| 9 7 \| 6 3 \| \| \| \| 3. \| \| Robyn Huntová / Marilyn Prydeová Raquel Giscafreová / Inés Rogetová \| 4 6 \| 8 6 \| 6 4 \| \| \| \| \| \| \| \| \| \| \| \| \| \| \| \| \| \| \| \| \| \| \| \| \| \| \| \| \| \| \| \| \| \| \| \| \| \| \| \| \| \| |             |                                                                     |     |           |     |  |
| |             |                                                                     | 1.  | 2.        | 3.  |  |
| 1. |             | Robyn Huntová Inés Rogetová                                         | 9 7 | 11 9      |     |  |
| 2. |             | Marilyn Prydeová Raquel Giscafreová                                 | 9 7 | 6 3       |     |  |
| 3. |             | Robyn Huntová / Marilyn Prydeová Raquel Giscafreová / Inés Rogetová | 4 6 | 8 6       | 6 4 |  |
| |             |                                                                     |     |           |     |  |
| |             |                                                                     |     |           |     |  |
| |             |                                                                     |     |           |     |  |
| |             |                                                                     |     |           |     |  |
| |             |                                                                     |     |           |     |  |

### Čtvrtfinále

#### Nizozemsko vs. Francie
| | Nizozemsko | 1 :                                                                        | 2   | Francie |      |  |
| --- | ---------- | -------------------------------------------------------------------------- | --- | ------- | ---- |  |
| Royal King's Park Tennis Club, Perth, Austrálie 27. prosince 1970 tráva (venku) |            |                                                                            |     |         |      |  |
| \| \| \| \| 1. \| 2. \| 3. \| \| \| -- \| \| -------------------------------------------------------------------------- \| --- \| --- \| ---- \| \| \| 1. \| \| Gertruida Walhofová Françoise Durrová \| 6 8 \| 3 6 \| \| \| \| 2. \| \| Betty Stoveová Gail Benedettiová \| 6 4 \| 3 6 \| 10 8 \| \| \| 3. \| \| Betty Stoveová / Gertruida Walhofová Gail Benedettiová / Françoise Durrová \| 3 6 \| 3 6 \| \| \| \| \| \| \| \| \| \| \| \| \| \| \| \| \| \| \| \| \| \| \| \| \| \| \| \| \| \| \| \| \| \| \| \| \| \| \| \| \| \| \| |            |                                                                            |     |         |      |  |
| |            |                                                                            | 1.  | 2.      | 3.   |  |
| 1. |            | Gertruida Walhofová Françoise Durrová                                      | 6 8 | 3 6     |      |  |
| 2. |            | Betty Stoveová Gail Benedettiová                                           | 6 4 | 3 6     | 10 8 |  |
| 3. |            | Betty Stoveová / Gertruida Walhofová Gail Benedettiová / Françoise Durrová | 3 6 | 3 6     |      |  |
| |            |                                                                            |     |         |      |  |
| |            |                                                                            |     |         |      |  |
| |            |                                                                            |     |         |      |  |
| |            |                                                                            |     |         |      |  |
| |            |                                                                            |     |         |      |  |

#### Spojené státy americké vs. Jihoafrická republika
| | Spojené státy americké | 2 :                                                                           | 1   | Jihoafrická republika |     |  |
| --- | ---------------------- | ----------------------------------------------------------------------------- | --- | --------------------- | --- |  |
| Royal King's Park Tennis Club, Perth, Austrálie 27. prosince 1970 tráva (venku) |                        |                                                                               |     |                       |     |  |
| \| \| \| \| 1. \| 2. \| 3. \| \| \| -- \| \| ----------------------------------------------------------------------------- \| --- \| --- \| --- \| \| \| 1. \| \| Sharon Walshová Laura Rossouwová \| 7 9 \| 7 5 \| 4 6 \| \| \| 2. \| \| Patti Hoganová Fordyceová Brenda Kirková \| 6 1 \| 6 2 \| \| \| \| 3. \| \| Patti Hoganová Fordyceová / Sharon Walshová Brenda Kirková / Laura Rossouwová \| 6 3 \| 7 5 \| \| \| \| \| \| \| \| \| \| \| \| \| \| \| \| \| \| \| \| \| \| \| \| \| \| \| \| \| \| \| \| \| \| \| \| \| \| \| \| \| \| \| |                        |                                                                               |     |                       |     |  |
| |                        |                                                                               | 1.  | 2.                    | 3.  |  |
| 1. |                        | Sharon Walshová Laura Rossouwová                                              | 7 9 | 7 5                   | 4 6 |  |
| 2. |                        | Patti Hoganová Fordyceová Brenda Kirková                                      | 6 1 | 6 2                   |     |  |
| 3. |                        | Patti Hoganová Fordyceová / Sharon Walshová Brenda Kirková / Laura Rossouwová | 6 3 | 7 5                   |     |  |
| |                        |                                                                               |     |                       |     |  |
| |                        |                                                                               |     |                       |     |  |
| |                        |                                                                               |     |                       |     |  |
| |                        |                                                                               |     |                       |     |  |
| |                        |                                                                               |     |                       |     |  |

#### Nový Zéland vs. Velká Británie
| | Nový Zéland | 0 :                                                           | 3   | Velká Británie |    |  |
| --- | ----------- | ------------------------------------------------------------- | --- | -------------- | -- |  |
| Royal King's Park Tennis Club, Perth, Austrálie 27. prosince 1970 tráva (venku) |             |                                                               |     |                |    |  |
| \| \| \| \| 1. \| 2. \| 3. \| \| \| -- \| \| ------------------------------------------------------------- \| --- \| --- \| -- \| \| \| 1. \| \| Robyn Huntová Virginia Wadeová \| 1 6 \| 4 6 \| \| \| \| 2. \| \| Marilyn Prydeová Ann Jonesová \| 4 6 \| 1 6 \| \| \| \| 3. \| \| Robyn Huntová / Marilyn Pryde Ann Jonesová / Virginia Wadeová \| 4 6 \| 1 6 \| \| \| \| \| \| \| \| \| \| \| \| \| \| \| \| \| \| \| \| \| \| \| \| \| \| \| \| \| \| \| \| \| \| \| \| \| \| \| \| \| \| \| |             |                                                               |     |                |    |  |
| |             |                                                               | 1.  | 2.             | 3. |  |
| 1. |             | Robyn Huntová Virginia Wadeová                                | 1 6 | 4 6            |    |  |
| 2. |             | Marilyn Prydeová Ann Jonesová                                 | 4 6 | 1 6            |    |  |
| 3. |             | Robyn Huntová / Marilyn Pryde Ann Jonesová / Virginia Wadeová | 4 6 | 1 6            |    |  |
| |             |                                                               |     |                |    |  |
| |             |                                                               |     |                |    |  |
| |             |                                                               |     |                |    |  |
| |             |                                                               |     |                |    |  |
| |             |                                                               |     |                |    |  |

### Semifinále

#### Austrálie vs. Francie
| | Austrálie | 3 :                                                                           | 0   | Francie |     |  |
| --- | --------- | ----------------------------------------------------------------------------- | --- | ------- | --- |  |
| Royal King's Park Tennis Club, Perth, Austrálie 28. prosince 1970 tráva (venku) |           |                                                                               |     |         |     |  |
| \| \| \| \| 1. \| 2. \| 3. \| \| \| -- \| \| ----------------------------------------------------------------------------- \| --- \| --- \| --- \| \| \| 1. \| \| Margaret Courtová Gail Benedettiová \| 6 1 \| 6 1 \| \| \| \| 2. \| \| Evonne Goolagongová Françoise Durrová \| 6 3 \| 3 6 \| 6 0 \| \| \| 3. \| \| Margaret Courtová / Evonne Goolagongová Gail Benedettiová / Françoise Durrová \| 6 2 \| 6 3 \| \| \| \| \| \| \| \| \| \| \| \| \| \| \| \| \| \| \| \| \| \| \| \| \| \| \| \| \| \| \| \| \| \| \| \| \| \| \| \| \| \| \| |           |                                                                               |     |         |     |  |
| |           |                                                                               | 1.  | 2.      | 3.  |  |
| 1. |           | Margaret Courtová Gail Benedettiová                                           | 6 1 | 6 1     |     |  |
| 2. |           | Evonne Goolagongová Françoise Durrová                                         | 6 3 | 3 6     | 6 0 |  |
| 3. |           | Margaret Courtová / Evonne Goolagongová Gail Benedettiová / Françoise Durrová | 6 2 | 6 3     |     |  |
| |           |                                                                               |     |         |     |  |
| |           |                                                                               |     |         |     |  |
| |           |                                                                               |     |         |     |  |
| |           |                                                                               |     |         |     |  |
| |           |                                                                               |     |         |     |  |

#### Spojené státy americké vs. Velká Británie
| | Spojené státy americké | 0 :                                                                         | 3   | Velká Británie |    |  |
| --- | ---------------------- | --------------------------------------------------------------------------- | --- | -------------- | -- |  |
| Royal King's Park Tennis Club, Perth, Austrálie 28. prosince 1970 tráva (venku) |                        |                                                                             |     |                |    |  |
| \| \| \| \| 1. \| 2. \| 3. \| \| \| -- \| \| --------------------------------------------------------------------------- \| --- \| --- \| -- \| \| \| 1. \| \| Sharon Walshová Virginia Wadeová \| 5 7 \| 4 6 \| \| \| \| 2. \| \| Patti Hoganová Fordyceová Ann Jonesová \| 3 6 \| 5 7 \| \| \| \| 3. \| \| Patti Hoganová Fordyceová / Sharon Walshová Ann Jonesová / Virginia Wadeová \| 4 6 \| 2 6 \| \| \| \| \| \| \| \| \| \| \| \| \| \| \| \| \| \| \| \| \| \| \| \| \| \| \| \| \| \| \| \| \| \| \| \| \| \| \| \| \| \| \| |                        |                                                                             |     |                |    |  |
| |                        |                                                                             | 1.  | 2.             | 3. |  |
| 1. |                        | Sharon Walshová Virginia Wadeová                                            | 5 7 | 4 6            |    |  |
| 2. |                        | Patti Hoganová Fordyceová Ann Jonesová                                      | 3 6 | 5 7            |    |  |
| 3. |                        | Patti Hoganová Fordyceová / Sharon Walshová Ann Jonesová / Virginia Wadeová | 4 6 | 2 6            |    |  |
| |                        |                                                                             |     |                |    |  |
| |                        |                                                                             |     |                |    |  |
| |                        |                                                                             |     |                |    |  |
| |                        |                                                                             |     |                |    |  |
| |                        |                                                                             |     |                |    |  |

### Finále

#### Austrálie vs. Velká Británie
| | Austrálie | 3 :                                                                  | 0   | Velká Británie |     |  |
| --- | --------- | -------------------------------------------------------------------- | --- | -------------- | --- |  |
| Royal King's Park Tennis Club, Perth, Austrálie 29. prosince 1970 tráva (venku) |           |                                                                      |     |                |     |  |
| \| \| \| \| 1. \| 2. \| 3. \| \| \| -- \| \| -------------------------------------------------------------------- \| --- \| --- \| --- \| \| \| 1. \| \| Evonne Goolagongová Virginia Wadeová \| 6 4 \| 6 1 \| \| \| \| 2. \| \| Margaret Courtová Ann Jonesová \| 6 8 \| 6 3 \| 6 3 \| \| \| 3. \| \| Margaret Courtová / Lesley Huntová Winnie Shawová / Virginia Wadeová \| 6 4 \| 6 4 \| \| \| \| \| \| \| \| \| \| \| \| \| \| \| \| \| \| \| \| \| \| \| \| \| \| \| \| \| \| \| \| \| \| \| \| \| \| \| \| \| \| \| |           |                                                                      |     |                |     |  |
| |           |                                                                      | 1.  | 2.             | 3.  |  |
| 1. |           | Evonne Goolagongová Virginia Wadeová                                 | 6 4 | 6 1            |     |  |
| 2. |           | Margaret Courtová Ann Jonesová                                       | 6 8 | 6 3            | 6 3 |  |
| 3. |           | Margaret Courtová / Lesley Huntová Winnie Shawová / Virginia Wadeová | 6 4 | 6 4            |     |  |
| |           |                                                                      |     |                |     |  |
| |           |                                                                      |     |                |     |  |
| |           |                                                                      |     |                |     |  |
| |           |                                                                      |     |                |     |  |
| |           |                                                                      |     |                |     |  |

### Vítěz
| Vítěz Poháru federace 1971 |
| -------------------------- |
| Austrálie pátý titul       |

## Turnaj útěchy

### Pavouk
|  | První kolo 27. prosince | První kolo 27. prosince | První kolo 27. prosince |           |        | Semifinále 28. prosince | Semifinále 28. prosince | Semifinále 28. prosince |  |  | Finále 29. prosince | Finále 29. prosince | Finále 29. prosince |
|  |                         |                         |                         |           |        |                         |                         |                         |  |  |                     |                     |                     |
|  |                         | Itálie                  | 1                       |           |        |                         |                         |                         |  |  |                     |                     |                     |
|  |                         | Kanada                  | 2                       |           |        |                         |                         |                         |  |  |                     |                     |                     |
|  |                         | Kanada                  | 2                       |           | Kanada | 1                       |                         |                         |  |  |                     |                     |                     |
|  |                         |                         |                         |           | Kanada | 1                       |                         |                         |  |  |                     |                     |                     |
|  |                         |                         |                         | Indonésie | 2      |                         |                         |                         |  |  |                     |                     |                     |
|  |                         |                         |                         | Indonésie | 2      |                         |                         |                         |  |  |                     |                     |                     |
|  |                         |                         |                         |           |        |                         |                         |                         |  |  |                     |                     |                     |
|  |                         |                         |                         |           |        |                         |                         |                         |  |  |                     |                     |                     |
|  |                         |                         |                         |           |        |                         |                         |                         |  |  |                     | Indonésie           | 1                   |
|  |                         |                         |                         | Japonsko  | 2      |                         |                         |                         |  |  |                     |                     |                     |
|  |                         |                         |                         |           |        |                         |                         |                         |  |  |                     |                     |                     |
|  |                         |                         |                         |           |        |                         |                         |                         |  |  |                     |                     |                     |
|  |                         |                         | Argentina               | 0         |        |                         |                         |                         |  |  |                     |                     |                     |
|  |                         |                         |                         | 0         |        |                         |                         |                         |  |  |                     |                     |                     |
|  |                         |                         |                         | Japonsko  | 3      |                         |                         |                         |  |  |                     |                     |                     |
|  |                         |                         |                         | Japonsko  | 3      |                         |                         |                         |  |  |                     |                     |                     |
|  |                         |                         |                         |           |        |                         |                         |                         |  |  |                     |                     |                     |

### První kolo turnaje útěchy

#### Itálie vs. Kanada
| | Itálie | 1 :                                                                           | 2   | Kanada |     |  |
| --- | ------ | ----------------------------------------------------------------------------- | --- | ------ | --- |  |
| Royal King's Park Tennis Club, Perth, Austrálie 27. prosince 1970 tráva (venku) |        |                                                                               |     |        |     |  |
| \| \| \| \| 1. \| 2. \| 3. \| \| \| -- \| \| ----------------------------------------------------------------------------- \| --- \| --- \| --- \| \| \| 1. \| \| Daniela Marzanová Jane O'Harová \| 4 6 \| 1 6 \| \| \| \| 2. \| \| Maria-Teresa Nasuelliová Andrée Martinová \| 4 6 \| 6 4 \| 7 5 \| \| \| 3. \| \| Maria-Teresa Nasuelliová / Daniela Marzanová Andrée Martinová / Jane O'Harová \| 2 6 \| 3 6 \| \| \| \| \| \| \| \| \| \| \| \| \| \| \| \| \| \| \| \| \| \| \| \| \| \| \| \| \| \| \| \| \| \| \| \| \| \| \| \| \| \| \| |        |                                                                               |     |        |     |  |
| |        |                                                                               | 1.  | 2.     | 3.  |  |
| 1. |        | Daniela Marzanová Jane O'Harová                                               | 4 6 | 1 6    |     |  |
| 2. |        | Maria-Teresa Nasuelliová Andrée Martinová                                     | 4 6 | 6 4    | 7 5 |  |
| 3. |        | Maria-Teresa Nasuelliová / Daniela Marzanová Andrée Martinová / Jane O'Harová | 2 6 | 3 6    |     |  |
| |        |                                                                               |     |        |     |  |
| |        |                                                                               |     |        |     |  |
| |        |                                                                               |     |        |     |  |
| |        |                                                                               |     |        |     |  |
| |        |                                                                               |     |        |     |  |

### Semifinále turnaje útěchy

#### Kanada vs. Indonésie
| | Kanada | 1 :                                                                | 2   | Indonésie |     |  |
| --- | ------ | ------------------------------------------------------------------ | --- | --------- | --- |  |
| Royal King's Park Tennis Club, Perth, Austrálie 28. prosince 1970 tráva (venku) |        |                                                                    |     |           |     |  |
| \| \| \| \| 1. \| 2. \| 3. \| \| \| -- \| \| ------------------------------------------------------------------ \| --- \| --- \| --- \| \| \| 1. \| \| Jane O'Harová Lany Kaligisová \| 1 6 \| 6 2 \| 6 4 \| \| \| 2. \| \| Andrée Martinová Lita Sugiartoová \| 3 6 \| 1 6 \| \| \| \| 3. \| \| Andrée Martinová / Jane O'Harová Lany Kaligisová / Lita Sugiartová \| 1 6 \| 3 6 \| \| \| \| \| \| \| \| \| \| \| \| \| \| \| \| \| \| \| \| \| \| \| \| \| \| \| \| \| \| \| \| \| \| \| \| \| \| \| \| \| \| \| |        |                                                                    |     |           |     |  |
| |        |                                                                    | 1.  | 2.        | 3.  |  |
| 1. |        | Jane O'Harová Lany Kaligisová                                      | 1 6 | 6 2       | 6 4 |  |
| 2. |        | Andrée Martinová Lita Sugiartoová                                  | 3 6 | 1 6       |     |  |
| 3. |        | Andrée Martinová / Jane O'Harová Lany Kaligisová / Lita Sugiartová | 1 6 | 3 6       |     |  |
| |        |                                                                    |     |           |     |  |
| |        |                                                                    |     |           |     |  |
| |        |                                                                    |     |           |     |  |
| |        |                                                                    |     |           |     |  |
| |        |                                                                    |     |           |     |  |

#### Argentina vs. Japonsko
| | Argentina | 0 :                                                                       | 3   | Japonsko |     |  |
| --- | --------- | ------------------------------------------------------------------------- | --- | -------- | --- |  |
| Royal King's Park Tennis Club, Perth, Austrálie 28. prosince 1970 tráva (venku) |           |                                                                           |     |          |     |  |
| \| \| \| \| 1. \| 2. \| 3. \| \| \| -- \| \| ------------------------------------------------------------------------- \| --- \| --- \| --- \| \| \| 1. \| \| Raquel Giscafreová Kazuko Sawamacuová \| 1 6 \| 1 6 \| \| \| \| 2. \| \| Inés Rogetová Kimijo Jagaharová \| 2 6 \| 6 2 \| 3 6 \| \| \| 3. \| \| Raquel Giscafreová / Inés Rogetová Junko Sawamacuová / Kazuko Sawamacuová \| 3 6 \| 6 4 \| 2 6 \| \| \| \| \| \| \| \| \| \| \| \| \| \| \| \| \| \| \| \| \| \| \| \| \| \| \| \| \| \| \| \| \| \| \| \| \| \| \| \| \| \| |           |                                                                           |     |          |     |  |
| |           |                                                                           | 1.  | 2.       | 3.  |  |
| 1. |           | Raquel Giscafreová Kazuko Sawamacuová                                     | 1 6 | 1 6      |     |  |
| 2. |           | Inés Rogetová Kimijo Jagaharová                                           | 2 6 | 6 2      | 3 6 |  |
| 3. |           | Raquel Giscafreová / Inés Rogetová Junko Sawamacuová / Kazuko Sawamacuová | 3 6 | 6 4      | 2 6 |  |
| |           |                                                                           |     |          |     |  |
| |           |                                                                           |     |          |     |  |
| |           |                                                                           |     |          |     |  |
| |           |                                                                           |     |          |     |  |
| |           |                                                                           |     |          |     |  |

### Finále turnaje útěchy

#### Indonésie vs. Japonsko
| | Indonésie | 1 :                                                                    | 2   | Japonsko |    |  |
| --- | --------- | ---------------------------------------------------------------------- | --- | -------- | -- |  |
| Royal King's Park Tennis Club, Perth, Austrálie 29. prosince 1970 tráva (venku) |           |                                                                        |     |          |    |  |
| \| \| \| \| 1. \| 2. \| 3. \| \| \| -- \| \| ---------------------------------------------------------------------- \| --- \| --- \| -- \| \| \| 1. \| \| Lita Sugiartová Kazuko Sawamacuová \| 3 6 \| 5 7 \| \| \| \| 2. \| \| Lany Kaligisová Kimijo Jagaharová \| 6 2 \| 6 2 \| \| \| \| 3. \| \| Lany Kaligisová / Lita Sugiarto Kimijo Jagaharová / Kazuko Sawamacuová \| 3 6 \| 3 6 \| \| \| \| \| \| \| \| \| \| \| \| \| \| \| \| \| \| \| \| \| \| \| \| \| \| \| \| \| \| \| \| \| \| \| \| \| \| \| \| \| \| \| |           |                                                                        |     |          |    |  |
| |           |                                                                        | 1.  | 2.       | 3. |  |
| 1. |           | Lita Sugiartová Kazuko Sawamacuová                                     | 3 6 | 5 7      |    |  |
| 2. |           | Lany Kaligisová Kimijo Jagaharová                                      | 6 2 | 6 2      |    |  |
| 3. |           | Lany Kaligisová / Lita Sugiarto Kimijo Jagaharová / Kazuko Sawamacuová | 3 6 | 3 6      |    |  |
| |           |                                                                        |     |          |    |  |
| |           |                                                                        |     |          |    |  |
| |           |                                                                        |     |          |    |  |
| |           |                                                                        |     |          |    |  |
| |           |                                                                        |     |          |    |  |